# Donna Burke
Donna Burke, född den 12 december 1964, är en australisk sångerska och röstskådespelerska.
Hon är känd för att ha medverkat i flera datorspel, bland annat Metal Gear Solid: Peace Walker, Silent Hill 2, Silent Hill 3 och Bloody Roar 4, såväl som anime, bland annat Magical Girl Lyrical Nanoha. Sedan 1996 bor hon i Tokyo, Japan.